# Partido Comunista de Sudán
El Partido Comunista del Sudán (PCS a veces Partido Comunista Sudanés, (en inglés: Communist Party of Sudan CPS, en árabe Al-Hizb al-Shuyui al-Sudani) es un partido político de Sudán.

## Historia
Los comunistas sudaneses fueron miembros del Partido Comunista Egipcio desde la década de 1920. El actual Partido Comunista de Sudán fue fundado separadamente en 1946 y fue una fuerza destacada entre los políticos sudaneses y el de mayor importancia en los países musulmanes, teniendo mucha influencia en los sindicatos y el Ejército, siendo algo más minoritario en Sudán del Sur, si bien nunca tuvo mucho apoyo entre la población norteña y sólo consiguió un escaño a las elecciones de 1953, manteniéndose en los comicios de 1958 y finalmente solo logrando unos miles de votos y ningún escaño en las del año 1965. 
En 1958 fue el único partido que se opuso al golpe de estado de Ibrahim Abbud y, como los otros partidos, tuvo que actuar en la clandestinidad; tuvo una activa participación en la caída del régimen militar en 1964 ya bajo la dirección de Abdel Khaliq Mahjoub; el gabinete de transición (1964-1965) incluyó a algunos comunistas pero fueran apartados antes de las elecciones y poco después el Partido fue declarado ilegal. En 1969 el Partido apoyó la Revolución de Mayo y su política de autonomía regional para Sudán del Sur fue aceptada por el presidente Gaafar al-Nimeiry; aunque el Partido permaneció oficialmente disuelto, algunos comunistas entraron al gabinete de el-Nimeiry. 
El 19 de julio de 1971 el comandante comunista Hashim al-Atta dirigió un intento de golpe de Estado. Merced a la intervención de Libia y Egipto, el régimen comunista establecido por Atta fue derrocado a la cabeza de tres días y los militares comunistas fueron fusilados; el Ejército fue purgado de militares comunistas, y sólo quedaron entre los suboficiales. El Secretario General del Partido Abdel Khaliq Mahgoub, el Ministro de Asuntos del Sur Joseph U. Garang, al-Shafi Ahmad El-Shaykh, secretario del sindicato, y los militares Babiker al-Nur Osman, Hashim al-Atta y otros fueron ejecutados. La fuerte represión que siguió al golpe redujo mucho la capacidad del Partido, que ya no va a tener más la misma fuerza. No obstante su política triunfó en cuanto a la autonomía, puesto que el acuerdo de Adís Abeba de 1972 estableció una región del Sudán del Sur con ciertos poderes. Siguió existiendo a la clandestinidad y eligió secretario general a Muhammad Ibrahim Nugud (1972).
Recuperó la legalidad en 1985 hasta 1989. Se opuso a las llamadas "Leyes de Septiembre" que Nimeiry había introducido y que incluían la ley islámica y proponía una constitución secular. En las elecciones de 1986 obtuvo tres escaños. Entró (junto con otros partidos) en contacto con el SPLA para poner fin a la segunda guerra civil sudanesa que había estallado en 1983. Después del golpe islamista de 1989 el PCS se unió al Frente Nacional Democrático, fundado en 1990. El diario al-Midan se siguió publicando clandestinamente.
Después de los acuerdos de Machakos del año 2002 y de la paz completa de Nairobi del año 2005 entre el gobierno el SPLA, empezó a ser tolerado, pero jugó un papel marginal bajo la dirección de Muhammad Ibrahim Nugud que había estado veinte años escondido o exiliado (desde 1994 hasta el año 2006 en la clandestinidad en Sudán), si bien decía que tenía el apoyo de trabajadores, campesinos, estudiantes, mujeres y minorías especialmente a Kordofan del Sur (Montañas Nuba), en Sudán del Sur y en Darfur. El portavoz es Suleiman Hamid al-Haj, activista por los derechos humanos y segundo secretario. Se opuso a la secesión del sur y el 28 de noviembre de 2008 el secretario general visitó Yuba invitado por los comunistas de Sudán del Sur. Aceptó finalmente la independencia del Sudán del Sur.